# Ilkin Dovlatov
Ilkin Dovlatov (Bakú, Azerbaiyán, 16 de junio de 1990) es un cantante mugam azerí. Saltó a la fama en su país por haber quedado segundo lugar en 2023 en el festival The Voice of Azerbaijan en un especial de canciones nativas e internacionalmente al representar a su país junto a Fahree en el festival de Eurovisión 2024 con la canción Özünlə apar.